# 9148 Boriszaitsev
9148 Boriszaitsev eller 1977 EL1 är en asteroid i huvudbältet som upptäcktes den 13 mars 1977 av den rysk-sovjetiske astronomen Nikolaj Tjernych vid Krims astrofysiska observatorium på Krim. Den har fått sitt namn efter den ukrainsk-sovjetiske sångaren Borys Petrovytj Zajtsev, ryska Boris Petrovitj Zajtsev (1925–2000).
Asteroiden har en diameter på ungefär tre kilometer.